# Pine Plains (condado de Dutchess)
Pine Plains es un lugar designado por el censo ubicado en el condado de Dutchess en el estado estadounidense de Nueva York. En el año 2000 tenía una población de 1,412 habitantes y una densidad poblacional de 260 personas por km².

## Geografía
Pine Plains se encuentra ubicado en las coordenadas 41°58′44″N 73°39′41″O / 41.97889, -73.66139. Según la Oficina del Censo, la ciudad tiene un área total de 5,9 km² (2,3 mi²), de la cual 5,4 km² (2,1 mi²) es tierra y 0 km² (0 mi²) (8.73%) es agua.

## Demografía
Según la Oficina del Censo en 2000 los ingresos medios por hogar en la localidad eran de $43,548, y los ingresos medios por familia eran $49,844. Los hombres tenían unos ingresos medios de $39,896 frente a los $25,682 para las mujeres. La renta per cápita para la localidad era de $23,627. Alrededor del 13.3% de la población estaban por debajo del umbral de pobreza.